# Namhaedo
Namhaedo är en ö i Sydkorea.   Den ligger i provinsen Södra Gyeongsang, i den södra delen av landet. Arean är 306 kvadratkilometer.
Terrängen på Namhae-do är lite kuperad. Öns högsta punkt är 773 meter över havet. Den sträcker sig 27,4 kilometer i nord-sydlig riktning, och 23,7 kilometer i öst-västlig riktning.